# ساشا ماير
ساشا ماير (بالألمانية: Sascha Maier)‏ هو لاعب كرة قدم ألماني في مركز الهجوم، ولد في 2 يناير 1974 في مارباخ في ألمانيا. لعب مع دارمشتات 98 وفالدهوف مانهايم ونادي شتوتغارت ونادي هوفنهايم.

## وصلات خارجية
- ساشا ماير على موقع قاعدة بيانات كرة القدم.إي يو (الإنجليزية)
- ساشا ماير على موقع بيانات كرة القدم. دي إي (الألمانية)